# Takaaki Nakagami
Takaaki Nakagami (Chiba, 9 de fevereiro de 1992) é um motociclista japonês, atualmente compete na MotoGP pela Idemitsu Honda Team Asia.

## Carreira
Takaaki Nakagami fez sua estreia na 125cc em 2007. 